# François-Dominique Mosselman

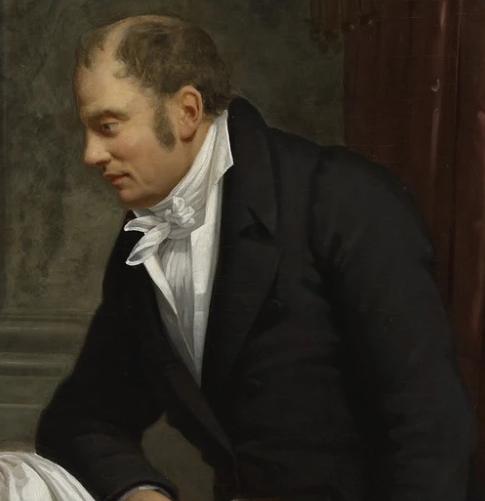

François-Dominique Mosselman (* 8. Oktober 1754 in Brüssel; † 19. März 1840 in Paris) war ein belgischer Privatbankier und Industrieller.

## Leben und Wirken
François-Dominique gehörte der einflussreichen und vermögenden Brüsseler Patrizierfamilie Mosselman an und war das fünfte von sechs Kindern des Tuchhändlers Jacques-Dominique Mosselman (1719–1781) und der Barbara T' Kint (1724–1773). Nach Schule und Ausbildung stieg er zunächst in die Handelsgeschäfte seines Vaters ein, machte sich jedoch recht bald zusammen mit seinem Bruder Cornelius (1753–1829) als Getreidehändler selbstständig. Die Geschäfte liefen gut und die Brüder belieferten zunächst die österreichische Armee und avancierten ab den 1790er-Jahren zum Hauptlieferanten der französischen Armee. In dieser Zeit hatte François-Dominique Mosselman eine Geliebte, der er das „Hotel d’Autriche“ in Brüssel schenkte, das sie anschließend selbst betrieb und 1790 in Hotel Belgique umbenannte.
Er heiratete jedoch 1797 die wohlhabende Marie Louise Tacque (1776–1828) aus Laeken/Laken, die ihrerseits mehrere Häuser und Grundstücke in die Ehe einbrachte. Zwischenzeitlich hatte er seine Kontakte nach Paris ausgebaut und gründete dort im Jahr 1794 eine Privatbank, die in den Folgejahren einen rasanten Aufschwung erlebte. Ab 1798 kaufte er in Paris zunächst eine Zweitwohnung und wenig später die Villa eines Bankiers, wohin er seine junge Familie nachholte.
Nach der Jahrhundertwende erhielt Mosselman Kenntnis von den Bemühungen von Jean-Jacques Dony, in Lüttich und in dem heutigen Ort Kelmis mit neuen Methoden eine Zinkhütte zu betreiben. Dony war jedoch sowohl durch die Modernisierung seiner Fabrik in Saint-Léonard und den Ausbau der Mine in Kelmis als auch durch die Gründung des Walzwerkes in Angleur sowie auf Grund schlechten Marketings finanziell überfordert. Obwohl er sich daraufhin den finanzstarken Unternehmer Hector Chaulet zur Verbesserung der finanziellen Situation als Partner in das Unternehmen geholt hatte, das fortan als „Dony et Compagnie“ firmierte, war der wirtschaftliche Verfall der Firma nicht mehr zu verhindern, da mit dem beginnenden Zusammenbruch des französischen Reiches der Zinkmarkt völlig am Boden lag. Dony blieb daraufhin auf gigantischen Zinkvorräten sitzen und musste mehr als 80 % der Produktion einlagern und die Insolvenz war somit nicht mehr aufzuhalten. Am 25. April 1813 erwarb schließlich Mosselman zunächst Dreiviertel des am Boden liegenden Unternehmens inklusive den Hütten, Minen und Konzessionen für einen Spottpreis. Die restlichen Anteile übernahm er nach Donys Tod von dessen Geschäftspartner Chaulet im Jahr 1819 und zahlte anschließend Donys Witwe und ihrem Sohn jährliche Zinsen als Rente aus.
Für Mosselman war es dabei vorteilhaft, dass sich nach dem Wiener Kongress weder die niederländische noch die preußische Seite einigen konnte, wem das Gebiet um Kelmis mit seinen Minen und Fabriken nach dem Abzug der Franzosen gehören sollte. Erst als dieses durch den Aachener Grenzvertrag von 1816 zu Neutral-Moresnet wurde, war Mosselman arbeits- und steuerrechtlich unabhängig und konnte den Betrieb nach eigenem Ermessen weiter ausbauen und zu neuer Blüte verhelfen, woran auch die Gründung des belgischen Staates nach der Belgischen Revolution von 1830 nichts änderte. Zunächst erweiterte Mosselman das Unternehmen unter anderem um zwei kleinere Walzwerke in den französischen Orten Heudreville-sur-Eure und Valcanville sowie um eine weitere Zinkhütte in Preußisch Moresnet und erwarb zudem für fünf Jahre die Nutzungsrechte an einem Walzwerk im englischen Dartford. Schließlich gründete er zusammen mit Teilen seiner Familie am 24. Mai 1837 nach belgischen Aktienrecht und mit belgischen und französischen Geldern die Société Anonyme des Mines et Fonderies de Zinc de la Vieille Montagne (VM), in der die Fabriken, Minen, Anteile und Konzessionen von „Dony et Compagnie“ einflossen. Das Unternehmen entwickelte sich in den Folgejahrzehnten zu einem erfolgreichen Weltkonzern und wurde 1989 in die Union Minière-Gruppe integriert und 2001 in „Umicore“ umfirmiert, dessen Zinkverarbeitungssparte 2007 an Nyrstar weiterverkauft wurde.

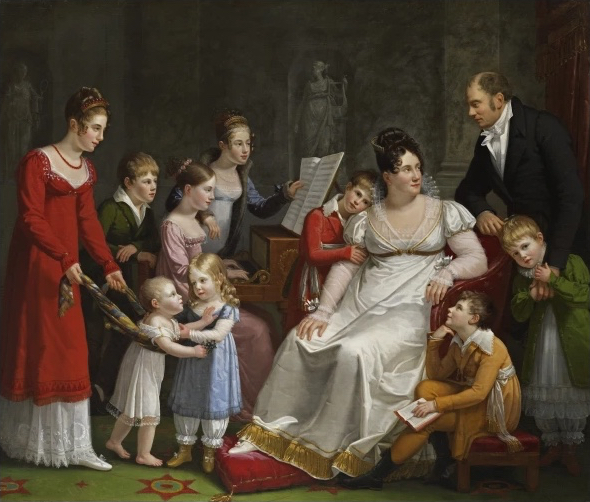
Familie Mosselman
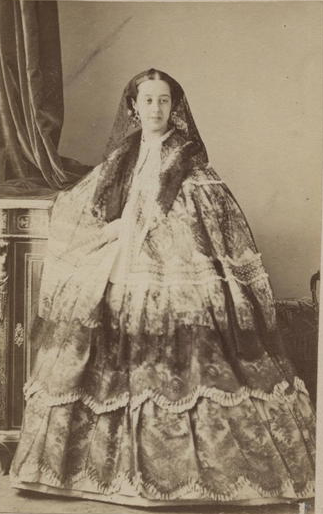
Fanny Mosselman

Drei Jahre nach der Gründung starb Mosselman am 19. März 1840. Aus seiner Liaison mit der Geliebten sollen zwei Kinder entstanden sein und zusammen mit seiner Ehefrau hatte Mosselman elf weitere Kinder, darunter:
- Jeanne alias Jenny Mosselman (1799–1867), die den Bankier Graf Henri Frédéric Fontenilliat heiratete, deren Tochter Camille die Mutter des Staatspräsidenten Jean Casimir-Perier wurde,
- Françoise Zoé Mathilde (Fanny) Mosselman (1808–1880), die den belgischen Gesandten in Paris, Charles Le Hon, heiratete und die Geliebte des Unternehmers Charles de Morny wurde, einem Halbbruder von Napoléon III.; beide Lebenspartner stiegen in die väterliche Firma ein und wurden Direktoren bzw. Mitglieder des Verwaltungsrates der Vieille Montagne. Die nicht gerade treue Ehefrau hatte noch zahlreiche andere Affären und hat so Werbung für das Produkt der Vieille Montagne, nämlich für Zink gemacht, heute noch sichtbar auf den Dächern von Paris,[1]
- Alfred Mosselman (1810–1867), der das väterliche Unternehmen übernahm und Direktor der Vieille Montagne sowie mehrerer weiterer Unternehmen wurde.